# انجاس
انجاس (به پرتغالی: Anajás) یک شهرستان در برزیل است که در پارا واقع شده‌است.

## خصوصیات
انجاس ۶٬۹۲۱٫۷۰۹ کیلومترمربع مساحت و ۲۶٬۵۶۳ نفر جمعیت دارد و ۱۰ متر بالاتر از سطح دریا واقع شده‌است.